# Brigitte Bardot
Brigitte Anne-Marie Bardot (Parijs, 28 september 1934) is een Frans fotomodel, actrice en zangeres. Als ondeugende "stoeipoes" en frivole pin-upgirl maakte ze zeer snel internationaal furore en vooral in Europa was ze een icoon van de jaren vijftig. Als sekssymbool was zij een Frans antwoord op de Amerikaanse Marilyn Monroe (MM).
Haar naam werd vaak afgekort als BB, wat vanwege de alliteratie erg voor de hand lag, maar wat nog meer populair werd door een tophit van Dario Moreno (1961), waarin Bardot in het Frans en Portugees wordt bezongen.

## Afkomst en relaties

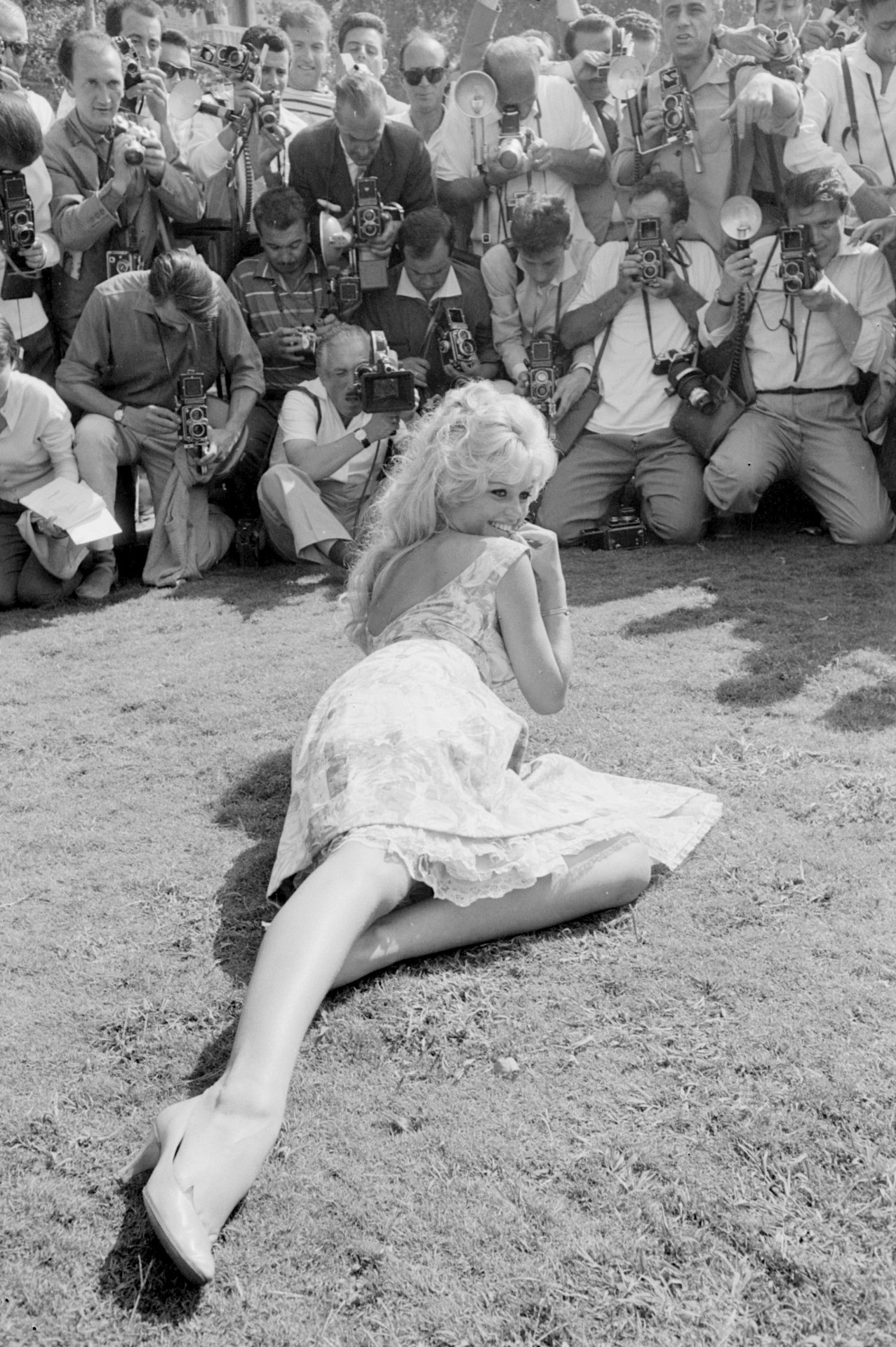
Bardot, 1958.

Bardot, een dochter van de industrieel Louis Bardot, werd op het conservatorium van Parijs tot klassiek balletdanseres geschoold. Ze begon met modellenwerk toen ze 15 jaar oud was. In 1952 was ze voor het eerst te zien op het witte doek in Le Trou Normand. In hetzelfde jaar trouwde ze op 18-jarige leeftijd met regisseur Roger Vadim. Ze scheidde in 1957 van hem en trouwde later met acteur Jacques Charrier (1959-1962), de West-Duitse miljonair Gunter Sachs (1966-1969) en de Franse, extreemrechtse politicus Bernard d'Ormale (1992-heden).
BB heeft ook relaties gehad met Serge Gainsbourg (die zelfs een album naar haar vernoemde), Sacha Distel en Jean-Louis Trintignant (acteur).
Ze heeft één kind, Nicolas-Jacques Charrier (geboren in 1960).

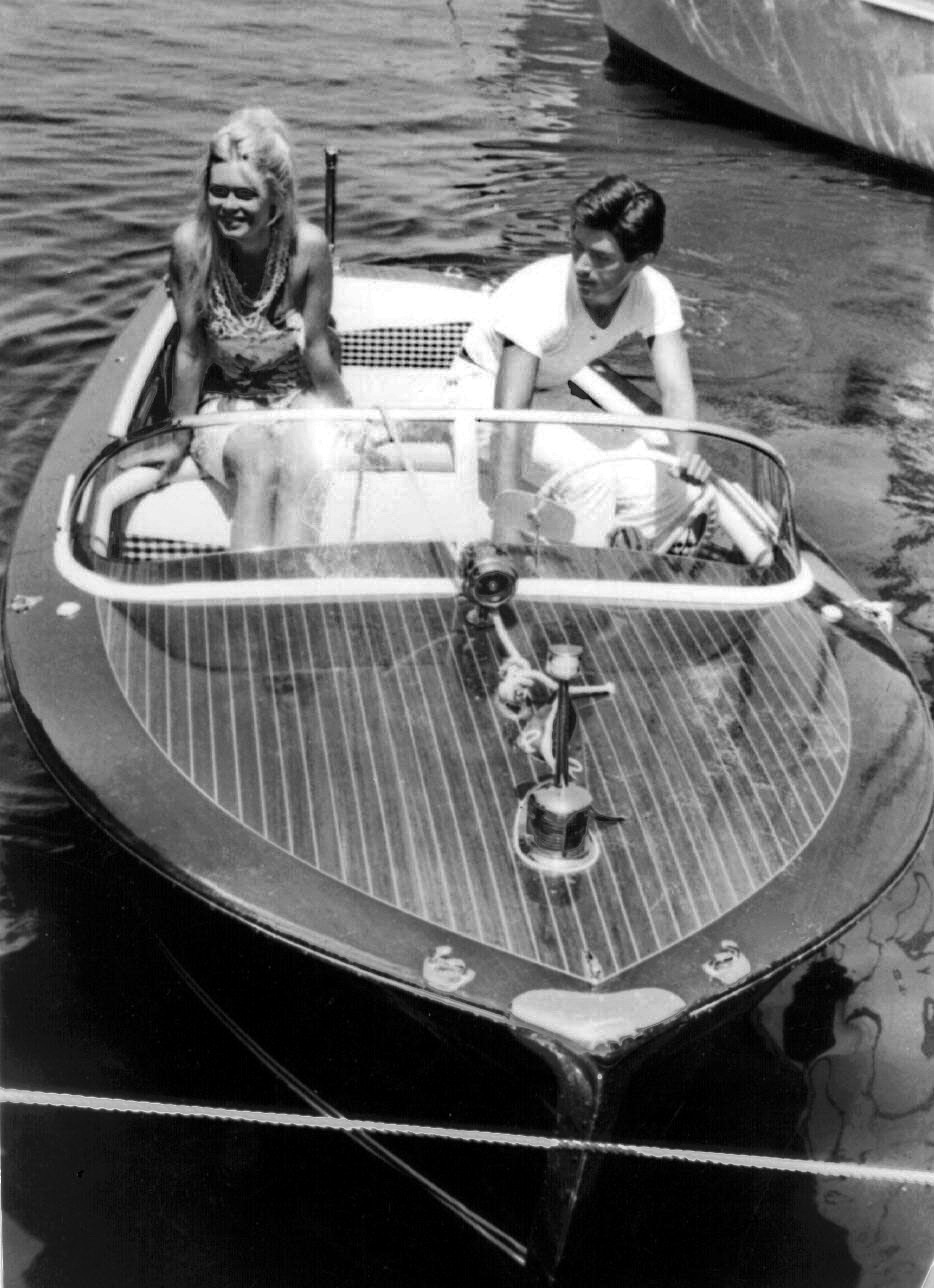
BB met Samy Frey in de haven van Saint-Tropez in 1963

 Eind september 1960 deed ze een mislukte zelfmoordpoging en belandde in een ziekenhuis in Nice. Een jaar later maakte ze bekend te stoppen met filmen, maar aan dat voornemen gaf ze vooralsnog geen gevolg. Haar laatste film maakte ze in 1973.

## Films
Bardot heeft in totaal 48 films gemaakt. Haar internationale doorbraak kwam in 1956 met Vadims "Et Dieu... créa la femme", waarin ze het weesmeisje Juliette speelt. De film veroorzaakte een sensatie in de Verenigde Staten, en katapulteerde Bardot naar wereldfaam.
Bardot was op haar best in lichte komedies, waarvoor ze een merkbaar acteertalent bezat. Een goed voorbeeld hiervan is Une Parisienne uit 1957, naar Bardots zeggen een van haar weinige films waar ze trots op is. Toch was Bardot wellicht ook in staat om dramatische rollen te spelen, zoals althans bleek in de film La Vérité (1960) van regisseur Henri-Georges Clouzot. De rol die ze hierin speelt wordt artistiek als haar beste beschouwd. Zelf vindt ze dit samen met Et Dieu... créa la femme ook haar beste film.

## Zang
Naast haar films heeft Bardot tijdens haar filmcarrière ongeveer zestig licht populaire liedjes opgenomen. Beroemd zijn haar drie televisieshows uit de jaren zestig, waarin een aantal van deze liedjes met een bijpassend filmpje werden vertoond. Haar bekendste nummers zijn allicht de composities van Serge Gainsbourg "Bonnie and Clyde" en "Harley Davidson".
In 1967 nam zij met Gainsbourg de eerste versie van "Je t'aime... moi non plus" op, maar achteraf vond zij het nummer te gewaagd om uit brengen. Het duurde nog tot 1986, voordat die versie alsnog werd uitgebracht.

## Foto's
Bij het Filmfestival van Cannes in 1953 poseerde Bardot in bikini op het strand en zette daarmee een trend die door talloze sterren en sterretjes zou worden nagevolgd.
Onder de ontelbare foto's van de filmster Bardot behoren die van beroepsfotograaf Sam Levin speciaal genoemd te worden. In het begin van Bardots carrière hebben Levins foto's belangrijk bijgedragen aan haar imago van sensualiteit en lichte immoraliteit. Een van deze opnames toont Bardot in een wit korset, van achteren gefotografeerd. Naar verluidt werd de ansichtkaart met deze foto in Parijs rond 1960 beter verkocht dan ansichtkaarten van de Eiffeltoren.

## Activiste

Brigitte Bardot in 2002

Sinds de jaren zeventig doet Bardot veel werk als dierenrechtenactiviste. Zo heeft ze een aantal keer op de foto gestaan met zeehondjes om de zeehondenjacht aan te klagen. Veel van haar werk voor dierenrechten was in samenwerking met de milieu-organisatie Sea Shepherd Conservation Society. (Om die reden heeft Sea Shepherd een van hun schepen naar haar genoemd, namelijk de voormalige 'Gojira'). Ook maakt zij zich sterk voor het behoud van de natuur van het schiereiland achter Saint-Tropez. Haar controversiële en openhartige meningen over zaken als immigratie, de islam en homoseksualiteit hebben haar reputatie in de loop der jaren sterk beïnvloed. Ze werd meerdere malen veroordeeld wegens racisme en discriminatie.

## Filmografie
- 1952: Le trou normand - Javotte Lemoine
- 1952: Manina, la fille sans voiles - Manina
- 1952: Les dents longues - Vrouw van de getuige bij het huwelijk (onvermeld)
- 1953: Le Portrait de son père - Domino
- 1953: Un acte d'amour - Mimi
- 1954: Si Versailles m'était conté... - Mademoiselle de Rozille (onvermeld)
- 1954: Tradita - Anna
- 1955: Futures vedettes - Sophie
- 1955: Le fils de Caroline chérie - Pilar d'Aranda
- 1955: Doctor at Sea - Hélène Colbert
- 1955: Les Grandes Manœuvres - Lucie
- 1955: La lumière d'en face - Olivia Marceau
- 1956: Helen of Troy - Andraste
- 1956: Cette sacrée gamine - Brigitte Latour
- 1956: Mio figlio Nerone - Poppea
- 1956: En effeuillant la marguerite - Agnès Dumont
- 1956: La mariée est trop belle - Chouchou
- 1956: Et Dieu... créa la femme - Juliette Hardy
- 1957: Une Parisienne - Brigitte Laurier
- 1958: Les Bijoutiers du clair de lune - Ursula
- 1958: En cas de malheur - Yvette Maudet
- 1959: La femme et le pantin - Eva Marchand
- 1959: Babette s'en va-t-en guerre - Babette
- 1959: Voulez-vous danser avec moi? - Virginie Dandieu
- 1960: L'affaire d'une nuit - Vrouw in Restaurant
- 1960: La vérité - Dominique Marceau
- 1960: Le Testament d'Orphée, ou Ne Me Demandez Pas Pourquoi! - Zichzelf (onvermeld)
- 1961: La Bride sur le cou - Sophie
- 1961: Les Amours célèbres - Agnès Bernauer (segment "Agnès Bernauer")
- 1962: Vie privée - Jill
- 1962: Le Repos du guerrier - Geneviève Le Theil
- 1963: Le Mépris - Camille Javal
- 1964: Une ravissante idiote - Penelope 'Penny' Lightfeather
- 1965: Viva Maria! - Maria I
- 1965: Dear Brigitte - Zichzelf (onvermeld)
- 1966: Marie Soleil - Zichzelf (cameo, onvermeld)
- 1966: Masculin féminin - Meisje in koppel (onvermeld)
- 1967: À cœur joie - Cecile
- 1968: Histoires extraordinaires - Giuseppina (segment "William Wilson")
- 1968: Shalako - Gravin Irina Lazaar
- 1969: Les Femmes - Clara
- 1969: L'ours et la poupée - Felicia
- 1970: Les Novices - Agnès
- 1971: Boulevard du rhum - Linda Larue
- 1971: Les Pétroleuses - Louise
- 1973: Don Juan ou Si Don Juan était une femme... - Jeanne
- 1973: L'histoire très bonne et très joyeuse de Colinot Trousse-Chemise - Arabelle